# Coupe Davis 1953
Pour un article plus général, voir Coupe Davis.
Navigation
Édition précédente Édition suivante
La Coupe Davis 1953 est la 42e édition de ce tournoi de tennis professionnel masculin par nations. Les rencontres se déroulent du 24 avril au 31 décembre dans différents lieux.
L'Australie (triple tenant du titre) remporte son 11e saladier d'argent grâce à sa victoire lors du "Challenge Round" face aux États-Unis (triple finalistes sortants) par trois victoires à deux.

## Contexte
Le tournoi se déroule au préalable dans les tours préliminaires de la "Zone Europe". Un total de 32 nations participent à la compétition :
- 1 dans la "Zone Est",
- 6 dans la "Zone Amérique",
- 24 dans la "Zone Europe" (incluant l'Afrique),
- plus l'Australie ayant remporté l'édition précédente, ainsi qualifiée pour le "Challenge round".

## Résultats

### Tableau du top 16 mondial
|  | Huitièmes de finale Plusieurs dates                                        | Huitièmes de finale Plusieurs dates                                        |                                                                           |                                                   | Quarts de finale Plusieurs dates                                         | Quarts de finale Plusieurs dates                                         |   |  | Demi-finales Plusieurs dates                              | Demi-finales Plusieurs dates                              |  |  | Finale du tout venant 17 - 19 décembre      | Finale du tout venant 17 - 19 décembre      |
|  | Huitièmes de finale Plusieurs dates                                        | Huitièmes de finale Plusieurs dates                                        |                                                                           |                                                   | Quarts de finale Plusieurs dates                                         | Quarts de finale Plusieurs dates                                         |   |  | Demi-finales Plusieurs dates                              | Demi-finales Plusieurs dates                              |  |  | Finale du tout venant 17 - 19 décembre      | Finale du tout venant 17 - 19 décembre      |
|  |                                                                            |                                                                            |                                                                           |                                                   |                                                                          |                                                                          |   |  |                                                           |                                                           |  |  |                                             |                                             |
|  | Demi-finale Europe (10 - 13 juillet) Bruxelles, Belgique (???)             | Demi-finale Europe (10 - 13 juillet) Bruxelles, Belgique (???)             |                                                                           |                                                   | Finale Europe (18 - 20 juillet) Copenhague, Danemark (terre battue ext.) | Finale Europe (18 - 20 juillet) Copenhague, Danemark (terre battue ext.) |   |  | Inter-zone (3 - 5 décembre) Perth, Australie (gazon ext.) | Inter-zone (3 - 5 décembre) Perth, Australie (gazon ext.) |  |  | Inter-zone Brisbane, Australie (gazon ext.) | Inter-zone Brisbane, Australie (gazon ext.) |
|  | Demi-finale Europe (10 - 13 juillet) Bruxelles, Belgique (???)             | Demi-finale Europe (10 - 13 juillet) Bruxelles, Belgique (???)             |                                                                           |                                                   | Finale Europe (18 - 20 juillet) Copenhague, Danemark (terre battue ext.) | Finale Europe (18 - 20 juillet) Copenhague, Danemark (terre battue ext.) |   |  | Inter-zone (3 - 5 décembre) Perth, Australie (gazon ext.) | Inter-zone (3 - 5 décembre) Perth, Australie (gazon ext.) |  |  | Inter-zone Brisbane, Australie (gazon ext.) | Inter-zone Brisbane, Australie (gazon ext.) |
|  | Belgique                                                                   | 3                                                                          |                                                                           |                                                   | Finale Europe (18 - 20 juillet) Copenhague, Danemark (terre battue ext.) | Finale Europe (18 - 20 juillet) Copenhague, Danemark (terre battue ext.) |   |  | Inter-zone (3 - 5 décembre) Perth, Australie (gazon ext.) | Inter-zone (3 - 5 décembre) Perth, Australie (gazon ext.) |  |  | Inter-zone Brisbane, Australie (gazon ext.) | Inter-zone Brisbane, Australie (gazon ext.) |
|  | Belgique                                                                   | 3                                                                          |                                                                           |                                                   | Finale Europe (18 - 20 juillet) Copenhague, Danemark (terre battue ext.) | Finale Europe (18 - 20 juillet) Copenhague, Danemark (terre battue ext.) |   |  | Inter-zone (3 - 5 décembre) Perth, Australie (gazon ext.) | Inter-zone (3 - 5 décembre) Perth, Australie (gazon ext.) |  |  | Inter-zone Brisbane, Australie (gazon ext.) | Inter-zone Brisbane, Australie (gazon ext.) |
|  | Italie                                                                     | 2                                                                          |                                                                           |                                                   | Finale Europe (18 - 20 juillet) Copenhague, Danemark (terre battue ext.) | Finale Europe (18 - 20 juillet) Copenhague, Danemark (terre battue ext.) |   |  | Inter-zone (3 - 5 décembre) Perth, Australie (gazon ext.) | Inter-zone (3 - 5 décembre) Perth, Australie (gazon ext.) |  |  | Inter-zone Brisbane, Australie (gazon ext.) | Inter-zone Brisbane, Australie (gazon ext.) |
|  | Italie                                                                     | 2                                                                          | Belgique                                                                  | 3                                                 |                                                                          |                                                                          |   |  | Inter-zone (3 - 5 décembre) Perth, Australie (gazon ext.) | Inter-zone (3 - 5 décembre) Perth, Australie (gazon ext.) |  |  | Inter-zone Brisbane, Australie (gazon ext.) | Inter-zone Brisbane, Australie (gazon ext.) |
|  | Demi-finale Europe (10 - 13 juillet) Paris, France (terre battue ext.)     |                                                                            | Belgique                                                                  | 3                                                 |                                                                          |                                                                          |   |  | Inter-zone (3 - 5 décembre) Perth, Australie (gazon ext.) | Inter-zone (3 - 5 décembre) Perth, Australie (gazon ext.) |  |  | Inter-zone Brisbane, Australie (gazon ext.) | Inter-zone Brisbane, Australie (gazon ext.) |
|  |                                                                            | Danemark                                                                   | 2                                                                         |                                                   |                                                                          |                                                                          |   |  | Inter-zone (3 - 5 décembre) Perth, Australie (gazon ext.) | Inter-zone (3 - 5 décembre) Perth, Australie (gazon ext.) |  |  | Inter-zone Brisbane, Australie (gazon ext.) | Inter-zone Brisbane, Australie (gazon ext.) |
|  | France                                                                     | Danemark                                                                   | 2                                                                         | 1                                                 |                                                                          |                                                                          |   |  | Inter-zone (3 - 5 décembre) Perth, Australie (gazon ext.) | Inter-zone (3 - 5 décembre) Perth, Australie (gazon ext.) |  |  | Inter-zone Brisbane, Australie (gazon ext.) | Inter-zone Brisbane, Australie (gazon ext.) |
|  | France                                                                     |                                                                            |                                                                           | 1                                                 |                                                                          |                                                                          |   |  | Inter-zone (3 - 5 décembre) Perth, Australie (gazon ext.) | Inter-zone (3 - 5 décembre) Perth, Australie (gazon ext.) |  |  | Inter-zone Brisbane, Australie (gazon ext.) | Inter-zone Brisbane, Australie (gazon ext.) |
|  | Danemark                                                                   | 4                                                                          |                                                                           |                                                   |                                                                          |                                                                          |   |  | Inter-zone (3 - 5 décembre) Perth, Australie (gazon ext.) | Inter-zone (3 - 5 décembre) Perth, Australie (gazon ext.) |  |  | Inter-zone Brisbane, Australie (gazon ext.) | Inter-zone Brisbane, Australie (gazon ext.) |
|  | Danemark                                                                   | 4                                                                          | Belgique                                                                  | 5                                                 |                                                                          |                                                                          |   |  |                                                           |                                                           |  |  | Inter-zone Brisbane, Australie (gazon ext.) | Inter-zone Brisbane, Australie (gazon ext.) |
|  |                                                                            |                                                                            | Belgique                                                                  | 5                                                 |                                                                          |                                                                          |   |  |                                                           |                                                           |  |  | Inter-zone Brisbane, Australie (gazon ext.) | Inter-zone Brisbane, Australie (gazon ext.) |
|  |                                                                            | Inde                                                                       | 0                                                                         |                                                   |                                                                          |                                                                          |   |  |                                                           |                                                           |  |  | Inter-zone Brisbane, Australie (gazon ext.) | Inter-zone Brisbane, Australie (gazon ext.) |
|  | Inde                                                                       | Inde                                                                       | 0                                                                         |                                                   |                                                                          |                                                                          |   |  |                                                           |                                                           |  |  | Inter-zone Brisbane, Australie (gazon ext.) | Inter-zone Brisbane, Australie (gazon ext.) |
|  | Finale Amériques (14 - 16 septembre) Montréal, Canada (gazon ext.)         |                                                                            |                                                                           |                                                   |                                                                          |                                                                          |   |  |                                                           |                                                           |  |  | Inter-zone Brisbane, Australie (gazon ext.) | Inter-zone Brisbane, Australie (gazon ext.) |
|  | Bye                                                                        |                                                                            |                                                                           |                                                   |                                                                          |                                                                          |   |  |                                                           |                                                           |  |  | Inter-zone Brisbane, Australie (gazon ext.) | Inter-zone Brisbane, Australie (gazon ext.) |
|  | Inde                                                                       |                                                                            |                                                                           |                                                   |                                                                          |                                                                          |   |  |                                                           |                                                           |  |  | Inter-zone Brisbane, Australie (gazon ext.) | Inter-zone Brisbane, Australie (gazon ext.) |
|  |                                                                            |                                                                            |                                                                           |                                                   |                                                                          |                                                                          |   |  |                                                           |                                                           |  |  | Inter-zone Brisbane, Australie (gazon ext.) | Inter-zone Brisbane, Australie (gazon ext.) |
|  |                                                                            | Bye                                                                        |                                                                           |                                                   |                                                                          |                                                                          |   |  |                                                           |                                                           |  |  | Inter-zone Brisbane, Australie (gazon ext.) | Inter-zone Brisbane, Australie (gazon ext.) |
|  |                                                                            |                                                                            |                                                                           |                                                   |                                                                          |                                                                          |   |  |                                                           |                                                           |  |  | Inter-zone Brisbane, Australie (gazon ext.) | Inter-zone Brisbane, Australie (gazon ext.) |
|  | Demi-finale Amériques (8 - 10 août) Montréal, Canada (gazon ext.)          |                                                                            |                                                                           |                                                   |                                                                          |                                                                          |   |  |                                                           |                                                           |  |  | Inter-zone Brisbane, Australie (gazon ext.) | Inter-zone Brisbane, Australie (gazon ext.) |
|  |                                                                            |                                                                            |                                                                           |                                                   |                                                                          |                                                                          |   |  |                                                           |                                                           |  |  | Inter-zone Brisbane, Australie (gazon ext.) | Inter-zone Brisbane, Australie (gazon ext.) |
|  | Belgique                                                                   | 1                                                                          |                                                                           |                                                   |                                                                          |                                                                          |   |  |                                                           |                                                           |  |  |                                             |                                             |
|  | Belgique                                                                   | 1                                                                          | Quart de finale Amériques (18 - 20 juillet) Montréal, Canada (gazon ext.) |                                                   |                                                                          |                                                                          |   |  |                                                           |                                                           |  |  |                                             |                                             |
|  |                                                                            | États-Unis                                                                 | 4                                                                         |                                                   |                                                                          |                                                                          |   |  |                                                           |                                                           |  |  |                                             |                                             |
|  | Canada                                                                     | États-Unis                                                                 | 4                                                                         | 3                                                 |                                                                          |                                                                          |   |  |                                                           |                                                           |  |  |                                             |                                             |
|  | Canada                                                                     |                                                                            |                                                                           | 3                                                 |                                                                          |                                                                          |   |  |                                                           |                                                           |  |  |                                             |                                             |
|  | Mexique                                                                    | 2                                                                          |                                                                           |                                                   |                                                                          |                                                                          |   |  |                                                           |                                                           |  |  |                                             |                                             |
|  | Mexique                                                                    | 2                                                                          | Canada                                                                    | 3                                                 |                                                                          |                                                                          |   |  |                                                           |                                                           |  |  |                                             |                                             |
|  |                                                                            |                                                                            | Canada                                                                    | 3                                                 |                                                                          |                                                                          |   |  |                                                           |                                                           |  |  |                                             |                                             |
|  |                                                                            | Cuba                                                                       | 2                                                                         |                                                   |                                                                          |                                                                          |   |  |                                                           |                                                           |  |  |                                             |                                             |
|  | Bye                                                                        | Cuba                                                                       | 2                                                                         |                                                   |                                                                          |                                                                          |   |  |                                                           |                                                           |  |  |                                             |                                             |
|  | Demi-finale Amériques (25 - 27 juillet) Kingston, Jamaïque (gazon ext.)    |                                                                            |                                                                           |                                                   |                                                                          |                                                                          |   |  |                                                           |                                                           |  |  |                                             |                                             |
|  | Cuba                                                                       |                                                                            |                                                                           |                                                   |                                                                          |                                                                          |   |  |                                                           |                                                           |  |  |                                             |                                             |
|  | Canada                                                                     | 0                                                                          |                                                                           |                                                   |                                                                          |                                                                          |   |  |                                                           |                                                           |  |  |                                             |                                             |
|  | Canada                                                                     | 0                                                                          |                                                                           |                                                   |                                                                          |                                                                          |   |  |                                                           |                                                           |  |  |                                             |                                             |
|  |                                                                            | États-Unis                                                                 | 5                                                                         |                                                   |                                                                          |                                                                          |   |  |                                                           |                                                           |  |  |                                             |                                             |
|  | Indes occidentales                                                         | États-Unis                                                                 | 5                                                                         |                                                   |                                                                          |                                                                          |   |  |                                                           |                                                           |  |  |                                             |                                             |
|  |                                                                            |                                                                            |                                                                           |                                                   |                                                                          |                                                                          |   |  |                                                           |                                                           |  |  |                                             |                                             |
|  | Bye                                                                        |                                                                            |                                                                           | Challenge round 28 - 31 décembre                  | Challenge round 28 - 31 décembre                                         |                                                                          |   |  |                                                           |                                                           |  |  |                                             |                                             |
|  | Bye                                                                        | Indes occidentales                                                         | 0                                                                         | Challenge round 28 - 31 décembre                  | Challenge round 28 - 31 décembre                                         |                                                                          |   |  |                                                           |                                                           |  |  |                                             |                                             |
|  | Quart de finale Amériques (11 - 13 juillet) Vancouver, Canada (gazon ext.) | Quart de finale Amériques (11 - 13 juillet) Vancouver, Canada (gazon ext.) | 0                                                                         | Challenge round Melbourne, Australie (gazon ext.) | Challenge round Melbourne, Australie (gazon ext.)                        |                                                                          |   |  |                                                           |                                                           |  |  |                                             |                                             |
|  | Quart de finale Amériques (11 - 13 juillet) Vancouver, Canada (gazon ext.) | Quart de finale Amériques (11 - 13 juillet) Vancouver, Canada (gazon ext.) |                                                                           | Challenge round Melbourne, Australie (gazon ext.) | Challenge round Melbourne, Australie (gazon ext.)                        | États-Unis                                                               | 5 |  |                                                           |                                                           |  |  |                                             |                                             |
|  | Japon                                                                      | 0                                                                          | Australie                                                                 | 3                                                 |                                                                          | États-Unis                                                               | 5 |  |                                                           |                                                           |  |  |                                             |                                             |
|  | Japon                                                                      | 0                                                                          | Australie                                                                 | 3                                                 |                                                                          |                                                                          |   |  |                                                           |                                                           |  |  |                                             |                                             |
|  | États-Unis                                                                 | 5                                                                          |                                                                           | États-Unis                                        | 2                                                                        |                                                                          |   |  |                                                           |                                                           |  |  |                                             |                                             |
|  | États-Unis                                                                 | 5                                                                          |                                                                           | États-Unis                                        | 2                                                                        |                                                                          |   |  |                                                           |                                                           |  |  |                                             |                                             |

### Matchs détaillés

#### Finale du tout venant
| | Belgique | 1                                | - | 4  | États-Unis |   |  |
| --- | -------- | -------------------------------- | - | -- | ---------- | - |  |
| Milton Courts, Brisbane, Australie |          |                                  |   |    |            |   |  |
| du 17 au 19 décembre 1953 sur gazon (ext.) |          |                                  |   |    |            |   |  |
| \| 1 \| \| Philippe Washer \| 4 \| 2 \| 4 \| \| \| \| 1 \| \| Tony Trabert \| 6 \| 6 \| 6 \| \| \| \| 2 \| \| Jacky Brichant \| 6 \| 11 \| 2 \| 6 \| \| \| 2 \| \| Vic Seixas \| 3 \| 9 \| 6 \| 1 \| \| \| 3 \| \| Jacky Brichant - Philippe Washer \| 3 \| 2 \| 6 \| 7 \| \| \| 3 \| \| Bill Talbert - Tony Trabert \| 6 \| 6 \| 4 \| 9 \| \| \| \| \| \| \| \| \| \| \| \| 4 \| \| Jacky Brichant \| 4 \| 3 \| 1 \| \| \| \| 4 \| \| Tony Trabert \| 6 \| 6 \| 6 \| \| \| \| \| \| \| \| \| \| \| \| \| 5 \| \| Philippe Washer \| 2 \| 5 \| 6 \| \| \| \| 5 \| \| Vic Seixas \| 6 \| 7 \| 8 \| \| \| \| \| \| \| \| \| \| \| \| |          |                                  |   |    |            |   |  |
| 1 |          | Philippe Washer                  | 4 | 2  | 4          |   |  |
| 1 |          | Tony Trabert                     | 6 | 6  | 6          |   |  |
| 2 |          | Jacky Brichant                   | 6 | 11 | 2          | 6 |  |
| 2 |          | Vic Seixas                       | 3 | 9  | 6          | 1 |  |
| 3 |          | Jacky Brichant - Philippe Washer | 3 | 2  | 6          | 7 |  |
| 3 |          | Bill Talbert - Tony Trabert      | 6 | 6  | 4          | 9 |  |
| |          |                                  |   |    |            |   |  |
| 4 |          | Jacky Brichant                   | 4 | 3  | 1          |   |  |
| 4 |          | Tony Trabert                     | 6 | 6  | 6          |   |  |
| |          |                                  |   |    |            |   |  |
| 5 |          | Philippe Washer                  | 2 | 5  | 6          |   |  |
| 5 |          | Vic Seixas                       | 6 | 7  | 8          |   |  |
| |          |                                  |   |    |            |   |  |

### Challenge Round
La finale de la Coupe Davis 1953 se joue entre l'Australie et les États-Unis.
| | Australie | 3                         | -  | 2 | États-Unis |   |   |
| --- | --------- | ------------------------- | -- | - | ---------- | - | - |
| Stade de Kooyong, Melbourne, Australie |           |                           |    |   |            |   |   |
| du 28 au 31 décembre 1953 sur gazon (ext.) |           |                           |    |   |            |   |   |
| \| 1 \| \| Lew Hoad \| 6 \| 6 \| 6 \| \| \| \| 1 \| \| Vic Seixas \| 4 \| 2 \| 3 \| \| \| \| 2 \| \| Ken Rosewall \| 3 \| 4 \| 4 \| \| \| \| 2 \| \| Tony Trabert \| 6 \| 6 \| 6 \| \| \| \| 3 \| \| Rex Hartwig - Lew Hoad \| 2 \| 4 \| 4 \| \| \| \| 3 \| \| Vic Seixas - Tony Trabert \| 6 \| 6 \| 6 \| \| \| \| \| \| \| \| \| \| \| \| \| 4 \| \| Lew Hoad \| 13 \| 6 \| 2 \| 3 \| 7 \| \| 4 \| \| Tony Trabert \| 11 \| 3 \| 6 \| 6 \| 5 \| \| \| \| \| \| \| \| \| \| \| 5 \| \| Ken Rosewall \| 6 \| 2 \| 6 \| 6 \| \| \| 5 \| \| Vic Seixas \| 2 \| 6 \| 3 \| 4 \| \| \| \| \| \| \| \| \| \| \| |           |                           |    |   |            |   |   |
| 1 |           | Lew Hoad                  | 6  | 6 | 6          |   |   |
| 1 |           | Vic Seixas                | 4  | 2 | 3          |   |   |
| 2 |           | Ken Rosewall              | 3  | 4 | 4          |   |   |
| 2 |           | Tony Trabert              | 6  | 6 | 6          |   |   |
| 3 |           | Rex Hartwig - Lew Hoad    | 2  | 4 | 4          |   |   |
| 3 |           | Vic Seixas - Tony Trabert | 6  | 6 | 6          |   |   |
| |           |                           |    |   |            |   |   |
| 4 |           | Lew Hoad                  | 13 | 6 | 2          | 3 | 7 |
| 4 |           | Tony Trabert              | 11 | 3 | 6          | 6 | 5 |
| |           |                           |    |   |            |   |   |
| 5 |           | Ken Rosewall              | 6  | 2 | 6          | 6 |   |
| 5 |           | Vic Seixas                | 2  | 6 | 3          | 4 |   |
| |           |                           |    |   |            |   |   |